# Xenopsylla humilis
Xenopsylla humilis är en loppart som beskrevs av Jordan 1925. Xenopsylla humilis ingår i släktet Xenopsylla och familjen husloppor. Inga underarter finns listade i Catalogue of Life.